# Brønderslev község
Brønderslev község (dánul: Brønderslev Kommune) Dánia 98 községének (kommune, helyi önkormányzattal rendelkező közigazgatási egység) egyike. A Midtjylland régióban található. Brønderslev község Aalborg, Jammerbugt, Hjørring és Frederikshavn községekkel határos. Lakosainak száma 36 047 fő (2016).